# Llista d'estacions de la xarxa de Rodalies de Múrcia-Alacant

## A
- Águilas
- Águilas-el Labradorcico
- Alacant Terminal
- Albatera-Catral
- Alcantarilla-Los Romanos
- Alhama de Múrcia
- Almendricos

## B
- Balsicas-Mar Menor
- Beniel

## C
- Callosa de Segura
- Crevillent

## E
- Elx-Carrús
- Elx-Parc

## H
- La Hoya

## J
- Jaravía

## L
- Librilla
- Llorca-San Diego
- Llorca-Sutullena

## M
- Múrcia del Carmen

## O
- Oriola

## P
- Puerto Lumbreras
- Pulpí

## S
- Sant Gabriel
- Sant Vicent de Raspeig

## T
- Torrelano
- Totana

## U
- Universitat d'Alacant